# Устав Републике Српске
Устав Републике Српске је највиши општи правни акт у систему општих правних аката Републике Српске. Устав уређује најбитније односе у Републици, а прије свега саму републичку организацију и овлашћења републичких органа, као и слободе и права грађана, односно држављана Републике Српске.

## Историја
Први Устав Републике Српске донесен је 28. фебруара 1992. под именом Устав Српске Републике Босне и Херцеговине. Устав је донесен у времену унутрашњег распада Југославије, у тадашњим околностима грађанског рата унутар Југославије.
Током протеклих година Устав је доживео бројне ревизије у виду амандмана (везаних углавном са усклађивањем са дејтонским Уставом БиХ и одлукама Уставног суда БиХ). Устав је доживио највеће промјене у вријеме владавине високог представника Педија Ешдауна.
У скорије време бројни су захтеви за ревизијом па чак и доношењем новог Устава који би спречио могућности даљних преношења овлашћења на ниво БиХ, као и de iure признавање Бање Луке за главни град, спречавања злоупотребе Вијећа народа Републике Српске у Народној скупштини Републике Српске итд.